# Volker Senftleben
Volker Senftleben (* 14. Dezember 1975 in Gronau (Leine)) ist ein deutscher Politiker (SPD). Seit November 2021 ist er Samtgemeindebürgermeister der Samtgemeinde Leinebergland. Zuvor war er von 2017 bis 2021 Abgeordneter im Niedersächsischen Landtag.

## Leben
Volker Senftleben wuchs in Eime auf. Nach dem Schulbesuch absolvierte er eine Ausbildung zum Verwaltungsfachangestellten und im Jahr 2000 zum Verwaltungsfachwirt. Er war beim Landkreis Hildesheim beschäftigt. Senftleben ist evangelisch-lutherischer Konfession und Vater von zwei Kindern.

## Partei und Politik
Senftleben gehörte in den Jahren 2011 bis 2021 dem Rat der Gemeinde Eime und dem Samtgemeinderat der Samtgemeinde Gronau (Leine) bzw. ab 2016 der Samtgemeinde Leinebergland an. Von 2016 bis 2021 war er ehrenamtlicher Bürgermeister von Eime und ab 2014 Geschäftsführer der SPD-Fraktion im Hildesheimer Kreistag. Bei der Landtagswahl in Niedersachsen 2017 gewann er das Direktmandat im Landtagswahlkreis Alfeld.
Bei der Kommunalwahl am 12. September 2021 wurde er mit 68 % der Stimmen zum hauptamtlichen Samtgemeindebürgermeister der Samtgemeinde Leinebergland gewählt. Er trat sein Amt im November 2021 an. Im Zuge dessen legte er sein Landtagsmandat nieder. Für ihn rückte Luzia Moldenhauer in den Landtag nach.